# Antoine Le Roux de Lincy
Antoine-Jean-Victor Le Roux de Lincy, född den 22 augusti 1806 i Paris, död där den 13 maj 1869, var en fransk litteraturhistoriker.
Le Roux de Lincy var bibliotekarie vid Arsenalen i Paris och utgav fornfranska texter (Roman de Brut 1838; Recueil de farces 1837, 4 band och så vidare) samt bland annat följande verk: Recueil de chants historiques français depuis le XII. jusqu’au XVIII. siècle (2 band, 1841), Le livre des proverbes français (1842) og Les femmes célèbres de l’ancienne France (2 band, 1847).